# La terra del rimorso. Contributo a una storia religiosa del Sud
La terra del rimorso. Contributo a una storia religiosa del Sud è un libro di Ernesto De Martino pubblicato nel 1961 dalla casa editrice "Il Saggiatore".

## Contenuto
Il libro raccoglie l'esito della ricerca etnografica finalizzata a studiare il tarantismo, condotto in Salento nel giugno 1959 da un’équipe guidata da Ernesto De Martino e formata da uno psichiatra, uno psicologo, un musicologo e un sociologo. L’obiettivo era verificare se il tarantismo fosse una malattia specifica o, piuttosto, la manifestazione di un rito di passaggio. Il gruppo di De Martino raccolse diversi materiali tra cui alcune interviste a donne e uomini morsi dalla taranta, o che avevano avuto un parente a sua volta colpito, e assistette in prima persona al rito dei tarantati. Dall’analisi dei dati e dal confronto ne scaturì che alcuni elementi simbolici ricorrenti erano la pubertà, l’ora del giorno, la recrudescenza ciclica, l’esorcismo e la visione di san Paolo, che alla fine del rito annunciava ai posseduti l’imminente guarigione.